# Jean Raine
Jean-Philippe Robert Geenen detto Jean Raine (Schaerbeek, 24 gennaio 1927 – Rochetaillée-sur-Saône, 30 giugno 1986) è stato un poeta, pittore e scrittore belga legato al gruppo CO.BR.A..
ne continuò le ricerche indagando per proprio conto, in piena autonomia, su possibili sviluppi di ulteriori germi vitali insiti in quella tendenza.

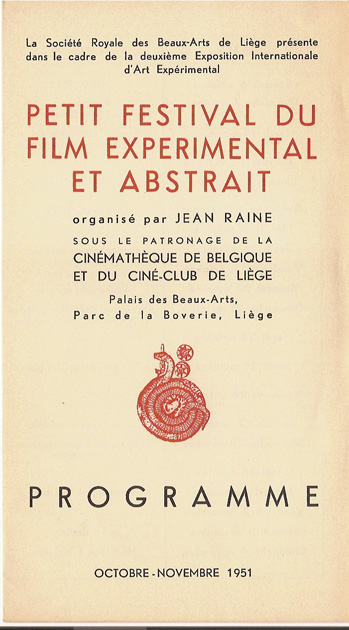
Manifesto 1951

## Biografia
Personaggio poliedrico, fin da principio, a Bruxelles, fu molto interessato al Surrealismo. Prima di aver presentato la sua prima mostra incontra René Magritte, Marcel Lecomte, e Louis Scutenaire . Nel 1944 conobbe Pierre Alechinsky e grazie alla loro amicizia partecipò come poeta e cineasta all'avventura del gruppo CO.BR.A..
Durante la sua attività a fianco del gruppo CO.BR.A., terminò gli studi di Legge, Scienze politiche e Archeologia all'Università di Bruxelles.
Tra il 1949 ed il 1951 incontrò esponenti del movimento surrealista di Parigi, tra i quali André Breton, e, con il medico Pierre Mabille, girò nel 1949 il suo primo film, anno di fondazione del gruppo CO.BR.A. Inoltre, collaborò a tutti i numeri della rivista fondata dal gruppo CO.BR.A. fino allo scioglimento del gruppo stesso (1951).
I suoi scritti iniziarono ad essere pubblicati su riviste europee d'avanguardia. Ma, secondo il Raine : "la poesia deve diventare un'immagine", per cui si dedicò alla pittura. Espose per la prima volta a Bruxelles nel 1962, a Parigi nel 1964 e in Italia (Orvieto) nel 1965.
Visse dal 1966 al 1968 a San Francisco dove scoprì i colori acrilici. Rivide Kenneth Anger che aveva ospitato durante il suo primo soggiorno a Parigi verso 1950. Espose nelle università di Berkeley e Stanford, ed in gallerie di San Francisco e Los Angeles. Rientrato in Europa nel 1969, si stabilì a Rochetaillée (Lione) dove morì nel 1986.
Dal 1970, attirato a Calice Ligure da Marion e Théodore Koenig, un amico di vecchia data, incontrò numerosi artisti raccolti attorno a Emilio Scanavino. In Italia tornò tutte le estati, ritorno che gli consentì di esporre spesso le sue opere.
Mentre proseguiva la sua attività in Francia, Danimarca e Italia, venne invitato a due importanti manifestazioni ufficiali di Bruxelles : la retrospettiva CO.BR.A. del 1974 e al XXV Anniversario della Rivista belga Phantomas (al Museo d'Ixelles, 1975).
Raine - che fra l'altro nel 1961 ha fondato a Bruxelles il "Club Antonin Artaud", un istituto pilota per curare e reinserire nella società i malati di mente - ha scritto diverse autobiografie in cui si esprime per paradossi in uno stile pungente e disincantato. "A che pro e cosa dire? Si scrive, si inventa e non si legge!" Circa la sua pittura, sentendosi troppo implicato per parlarne, dice : per dicifrare in essa alcuni segni che mi rivelano, pittore cieco, imparo senza vergogna a servirmi degli occhi altrui, bulinandone la rétina riflessi negli specchi.

## Esposizioni
Esposizioni pubbliche e private

### Personali mentre era vivo
- 1962 - Galerie Saint-Laurent - Bruxelles, Belgio -
- 1964 - Galerie Le Ranelagh - Parigi, Francia -
- 1965 - Galerie Les Contemporains - Bruxelles, Belgio -
- 1965 - Galerie Michelangeli - Orvieto, Italia -
- 1965 - Galerie Saint-Laurent - Bruxelles, Belgio -
- 1966 - Galerie Le Ranelagh - Parigi, Francia -
- 1967 - Britton Gallery - San Francisco, USA -
- 1967 - Mead Gallery - Menlo Park, USA -
- 1967 - U.C. Berkeley Student Union Gallery - Berkeley, USA -
- 1967 - U.C. Medical Center Student Union Gallery - San Francisco, USA -
- 1968 - Bechtel Center, Student Union Gallery, Stanford University, USA -
- 1968 - Mead Gallery - San Francisco, USA -
- 1968 - Silvan Simone Gallery -Los Angeles, USA -
- 1968 - Smith Andersen Gallery - Palo Alto, USA -
- 1970 - Galerie Saint-Laurent - Bruxelles, Belgio -
- 1970 - Galleria Il Punto - Calice Ligure, Italia -
- 1970 - Gammelstrand Gallery - Copenaghen, Danimarca -
- 1970 - Smith Andersen Gallery - Palo Alto, USA -
- 1972 - Cinémathèque Française - Parigi, Francia -
- 1972 - Galerie l'Œil Écoute - Lione, Francia -
- 1972 - Galerie Le Soleil dans la Tête - Parigi, Francia -
- 1973 - Maison de la Culture de Hauteville - Hauteville, France -
- 1974 - Centre National d'Art Dramatique - Lione, Francia -
- 1974 - Galleria Effemeridi - Modena, Italia -
- 1974 - Galleria Il Salotto - Como, Italia -
- 1974 - Galleria La Tavolozza - Bergamo, Italia -
- 1974 - Galleria Nove Colonne - Trento, Italia -
- 1974 - Galleria Spazio - Brescia, Italia -
- 1974 - New Gallery - Catania, Italia -
- 1974 - New Smith Gallery - Bruxelles, Belgio -
- 1975 - Banca Popolare di Milano - Milano, Italia -
- 1975 - Galerie l'Oeil Ecoute - Lione, Francia -
- 1975 - Galerie Le Soleil dans la Tête - Parigi, Francia -
- 1975 - Galleria La Tavolozza - Bergamo, Italia -
- 1976 - City Bank - Roma, Italia -
- 1976 - Galleria La Tela - Palermo, Italia -
- 1976 - Galleria S.M.13 Studio d'Arte Moderna - Roma, Italia -
- 1977 - Centre Culturel de Woluwé Saint-Pierre - Woluwe-Saint-Pierre, Belgio -
- 1977 - Galleria La Tela - Palermo, Italia -
- 1977 - Galleria Penna - Messina, Italia -
- 1978 - Galleria Il Punto - Calice Ligure, Italia -
- 1979 - Galleria Il Brandale - Savona, Italia -
- 1979 - Galleria Il Salotto - Como, Italia -
- 1980 - Galerie Détour - Jambes (Namur), Belgio -
- 1980 - Galerie l'Oeil Ecoute - Lione, Francia -
- 1981 - Galleria Il Navicello - Pisa, Italia -
- 1981 - Maison pour Tous - Annemasse, Francia -
- 1981 - Musée Cantonnal des Beaux Arts - Losanna, Svizzera -
- 1982 - 1983 - Centre d'Action Culturelle de Toulouse - Tolosa, Francia -
- 1984 - Hôtel de Ville de Villeurbanne - Villeurbanne, Francia -
- 1986 - Galerie l'Ollave - Lione, Francia -
- 1986 - Museo d'arte contemporanea "Casa del Consolo" - Calice Ligure, Italia -

### Esposizioni dopo la sua morte
Dalla sua morte nel 1986, numerose manifestazioni hanno avuto luogo in musei e centri d'arte, personali o collettive :
Personali dopo il 2000 :
- 2000 - Galerie Protée - Paris, France -
- 2000 - I.U.F.M. Galerie Confluence - Lione, Francia -
- 2001 - Galerie Quadri - Bruxelles, Belgio -
- 2001 - I.U.F.M. des Maîtres - Bourg en Bresse, Francia -
- 2004 - Archives du Musée de la Littérature - Bruxelles, Belgio -
- 2004 - Ecole Municipale Jean Raine - Rochetaillée sur Saône, Francia -
- 2004 - Le Bal des Ardents - Lione, Francia -
- 2006 - Galerie Jean Michel de Dion - Bruxelles, Belgio -
- 2006 - Galerie Quadri - Bruxelles, Belgio -
- 2006 - Galleria Il Salotto - Como, Italia -
- 2006 - PMMK le Musée d'Art Moderne d'Ostenda en Belgique - Esposizione di opere di grande formato (fino a 450 cm × 300 cm) -[4]

### Esposizioni recenti
- Galerie Henry Chartier, Lione, dal 18 gennaio al 3 marzo 2007,[5]

## Opere

### Opere letterarie
Molti testi, poetici, polemici, saggi, sulle sue riunioni (una grande famiglia, 1985) numerose che ha avuto con Kenneth Anger, André Breton, Marcel Marceau, Michel de Ghelderode, Pierre Mabille, René Magritte, Jean-Louis Barrault, Pierre Alechinsky, Henri Langlois.

### Cinema
- Mona ou 3 minutes de la vie d'une femme, regia di Michel Coupez, operatore Bob Milord, sceneggiatura di Jean Raine (195-)
- Perséphone, regia di Luc de Heusch. Unico film del gruppo CoBrA. Poesia di Jean Raine letta da Jacques Jeannet (1951)
- Michel de Ghelderode, regia di Luc de Heusch e Jean Raine (1957)
- Le Test du Village, regia, produzione e testo di Jean Raine (195-)
- Les Arts et la Raison, regia di Jean Raine e Michel Coupez. Sceneggiatura e voce narrante di Jean Raine (1964)
- Jeu de Construction, regia di Henri Kessels (scénario et découpage).
- Goût moderne, regia di Luc de Heusch (coréalisation et commentaire).
- Magritte, regia di Luc de Heusch e Jacques Delcorde (consulente artistico).
- Les Ports belges, regia di Henri Storck (assistente alla realizzazione, scénario et commentaire).
- Le Festival de Cannes, regia di Luc de Heusch (découpage et commentaire).
- Pêcheurs flamands dans la tempête, regia di Henri Kessels e Serge Vandercam (découpage et commentaire).
- Ruanda e Fête chez les Hamba, regia di Luc de Heusch (aiuto al montaggio e commentaire).